# 종촌초등학교
종촌초등학교(宗村初等學校)는 대한민국 세종특별자치시가 교육기본법에 따라 설치한 초등학교이다.

## 연혁
- 2015년 2월 17일 종촌초등학교 13학급 인가
- 2015년 2월 26일 종촌초등학교 준공, 18학급 인가
- 2015년 3월 1일 종촌초등학교 개교, 총 18학급 편성
- 2015년 3월 2일 시업식 및 입학식
- 2015년 9월 1일 총 34학급 편성
- 2016년 2월 18일 6학년 112명 졸업(제 1회 졸업식)
- 2016년 3월 1일 총 39학급 편성
- 2016년 3월1일총 39학급 편성
- 2017년 3월 1일총42학급 편성
- 2018년 3월 1일총45학급 편성

## 학교 동문
박지찬

## 참고 자료
- 종촌초등학교 - 한국교육학술정보원 학교알리미